# The Line, Ả Rập Xê Út
The Line (tiếng Ả Rập: ذا لاين) là một thành phố thông minh tuyến tính đang được xây dựng tại Neom, tỉnh Tabuk, Ả Rập Xê Út, được thiết kế để không có ô tô, đường phố hoặc khí thải carbon. Thành phố dài 170 kilômét (110 mi) này là một phần của dự án Tầm nhìn 2030 mà Ả Rập Xê Út tuyên bố sẽ tạo ra khoảng 460.000 việc làm và bổ sung khoảng 48 tỷ USD vào GDP của đất nước. Kế hoạch The Line là sự phát triển khởi đầu của dự án trị giá 500 tỷ đô la ở Neom. Các kế hoạch của thành phố dự trù dân số sẽ là 9 triệu người. Công việc đã được khởi động bắt đầu dọc theo toàn bộ chiều dài của dự án vào tháng 10 năm 2022.
Dự án đã phải đối mặt với những lời chỉ trích liên quan tác động đối với môi trường và dân số hiện tại của khu vực, cũng như những nghi ngờ về khả năng kinh tế và công nghệ của nó.